# Vladimir Zografski

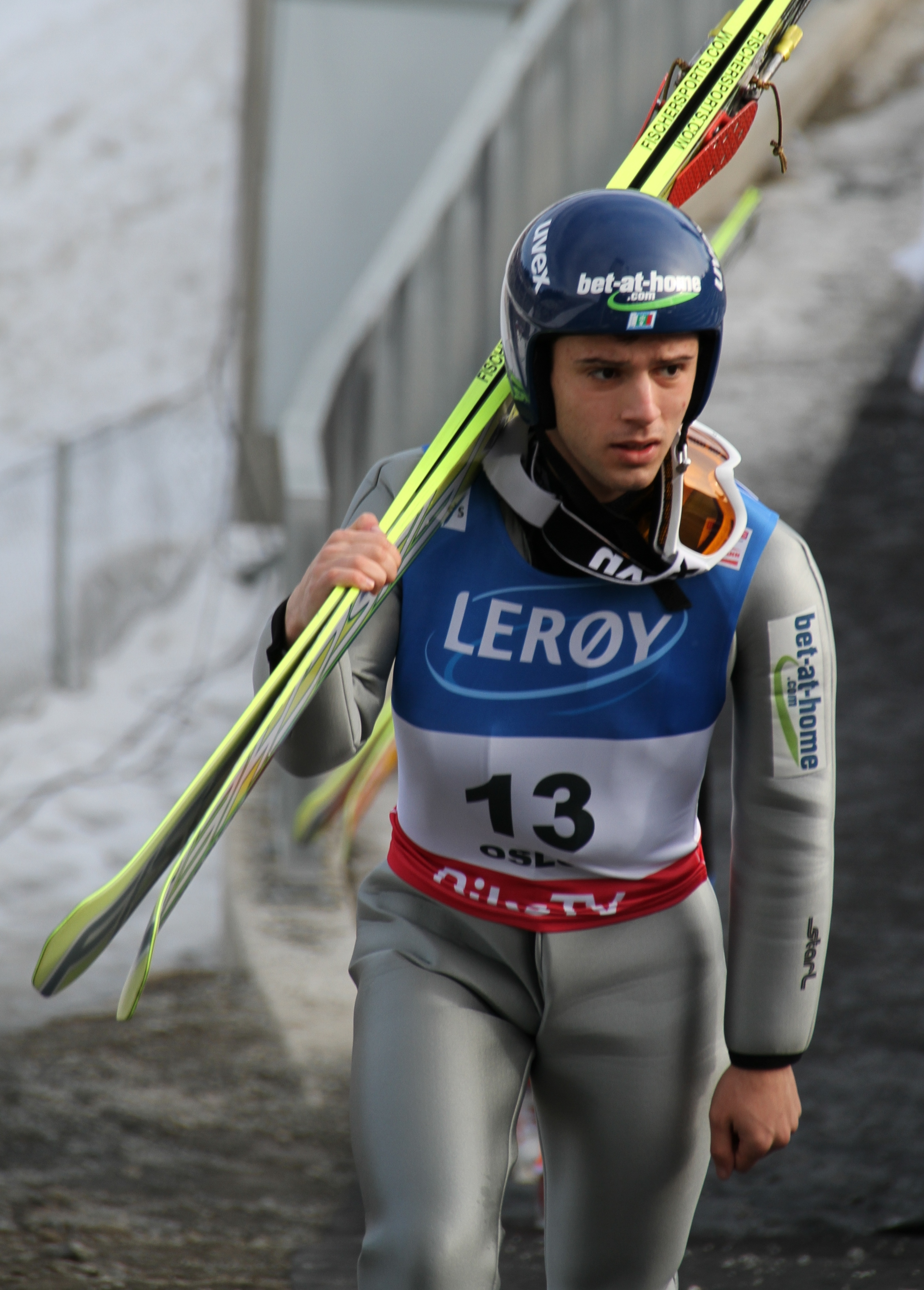
Vladimir Zografski vid världscupen i Holmenkollen 2011.

Vladimir Zografski (bulgariska: Владимир Зографски) född 14 juli, 1993 i Samokov, Bulgarien, är en bulgarisk backhoppare.  

## Karriär

### De tidiga åren 2005-2007
Zografski debuterade i Continental Cup i Lauscha i januari 2005, då han var endast 11 år gammal. I Oberwiesenthal i Tyskland 2008 hoppade han sig till en fjärde plats i så kallad FIS-Cup, tävlingsnivån under Continental Cup. Samma år, i Pragelato i Italien, debuterade Zografski i Världscupen, och tog en fyrtiotredje plats, vilket också är hans hittills bästa resultat i världscupen.

### Professionell karriär
2009 tog Zografski en andraplats i European Youth Olympic Festival i Szczyrk, Polen. Efter hopp på 106,5 m och 104 m fick han en silvermedalj. Guldet gick till Peter Prevc, tävlande för Slovenien.
Sedan deltog Zografski i Världsmästerskapen i nordisk skidsport 2009 i Liberec. Han tävlade i K90-backen. I tävlingen i K120 kom han ej till start.
Han fick först ett mycket bra hopp i kvalifikationen på 91 meter. Tävlingsledningen valde dock att starta om tävlingen med lägre fart efter Zografskis hopp, eftersom de ansåg att farten varit för hög. Han tvingades hoppa om - och gjorde återigen ett bra hopp på 90,5 meter och slutade på 26:e plats i kvalet, tillräckligt för att vara en av 50 att få tävla i den riktiga tävlingen. I tävlingen gick han ut som nummer två och hoppade 87 meter, vilket räckte för en fyrtiotredje plats.
På sommaren tävlas det också flitigt i backhoppning, då hoppas det på en specialtillverkad gräsmatta av plast. Kombinationen av denna matta och vatten skapar en hal yta att hoppa på, som fungerar lika bra som snö. I tävlingen Summer Grand Prix i Klingenthal, Tyskland där de flesta elithoppare deltog, hoppade Zografski sig till en 37:e plats.
2010 lyckades Zografski ta två niondeplatser i Continental Cup, nivån under den högsta, Världscupen. Detta var i Bischofshofens K-125-backe. En vecka senare på Juniorvärldsmästerskapen i nordisk skidsport 2010 i Hinterzarten tog Zografski en sjundeplats med hopp på 104 och 99,5 meter.
Sommaren 2010 har Vladimir bland annat hoppat sig till en fjärdeplats i en Continental Cup tävling och en femteplats i en världscuptävling i Courchevel i Frankrike. I slutet av 2010, innan jul, på en tävling i Engelberg tog han sina första riktiga världscuppoäng. Han blev 23:a och fick således 8 poäng. Han fortsatte sedan med en sextondeplats i Oberstdorf och en 19:e på nyårshoppet i Garmisch-Partenkirchen. I slutet av januari vann Zografski guld i Junior-VM i Otepää, Estland. Detta gjorda han som den första bulgaren någonsin, samt den yngsta att överhuvudtaget vinna i backhoppning i JVM.

## Om Zografski
Zografski kommer ifrån Samokov, och dess K-40-backe kallad Chernia kos. Backen är ganska liten och Zografski hade därmed sämre träningsmöjligheter än många andra elithoppare. Han är son till Emil Zografski, som bland annat tävlat i Olympiska spelen.